# Citygallerian
Citygallerian i Karlshamn är en shoppinggalleria i Karlshamn som stod klar i mars 2011 och hade invigning den 28 samma månad.
Gallerian går igenom kvarteret mellan Drottninggatan och Ågatan och är en utbyggning av Cityhuset, det gamla Konsumvaruhuset, som finns där sedan tidigare med parkeringshus mot Mieån och hamninloppet. 
Den nya gallerian har en modern arkitektur med stora glaspartier och med 14 butiker och restaurang och cafe med uteservering samt ett garage med plats för 150 parkeringsplatser. Den ena entrén och uteserveringen är ut mot hamninloppet. Den andra entrén befinner sig på samma ställe som den förra entrén till Cityhuset, vid Drottninggatan strax intill kyrkan. Den totala ytan beräknas till 11 000 m².
Citygallerian ritades av Anders Törnqvist Arkitektkontor AB på uppdrag av fastighetsägaren JN von Berger & Son som anlitade Skanska till bygget.

## Butiker i Citygallerian
Uppdaterad per den 10 juni 2011
- H&M
- Intersport
- Cubus
- Bik Bok
- Accent
- Guldfynd
- Kosmetik & Hälsokost
- Brasserie Fridolf (restaurang)
- Esters Café